# João José de Sousa Cabral
João José de Sousa Cabral (Florianópolis, 11 de agosto de 1906 — Florianópolis, 21 de julho de 1960) foi um jornalista, advogado e político brasileiro.
Filho de Flordoardo Cabral e de Leovegilda de Sousa Cabral. Casou com Dulce Augusta Carneiro da Cunha Cabral.
Bacharel em direito pela Faculdade de Direito de Niterói (1935).
Foi deputado à Assembleia Legislativa de Santa Catarina na 1ª legislatura (1947 — 1951) e na 2ª legislatura (1951 — 1955).